# Parafia Imienia Najświętszej Maryi Panny w Szczuczynie
Parafia pw. Imienia Najświętszej Maryi Panny w Szczuczynie – rzymskokatolicka parafia należąca do  dekanatu Szczuczyn, diecezji łomżyńskiej, metropolii białostockiej.

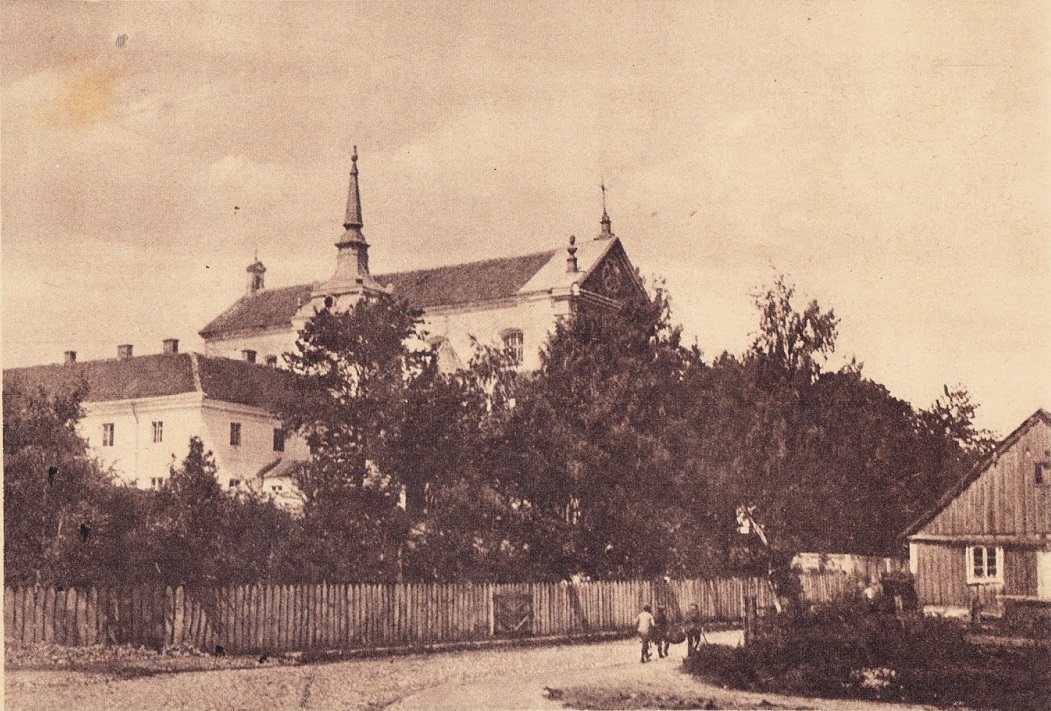
Południowo-zachodnia strona kościoła popijarskiego - 1918 r.

## Historia
Parafia została erygowana w 1889 roku. Kościół parafialny murowany pw. Imienia Najświętszej Maryi Panny zbudowany w latach 1701-1707 dla zakonu Pijarów, od 1805 kościół filialny parafii Wąsosz, od 1889 parafialny.

## Zasięg parafii
Do parafii należą wierni z następujących miejscowości: Szczuczyn, Adamowo, Bęćkowo, Bzury, Danowo, Dołęgi, Gutki, Guty, Jambrzyki, Lipnik, Rakowo, Skaje, Wólka i Zacieczki.